# Roller Coaster (песня Чонхи)
«Roller Coaster» (с англ. — «Американские Горки») — сингл южнокорейской певицы Чонхи, выступающей в качестве ведущего сингла ее второго мини-альбома, Offset. По состоянию на июль 2019 года, музыкальное видео превысило 50 миллионов просмотров на YouTube.

## Композиция
Песня является ведущим синглом из третьего мини-альбома Offset и включает в себя жанр R&B. Песня отражает эмоции отношений, сравнивая взлеты и падения с романтическим названием «Roller Coaster».

## Чарты
| Чарт (2018)                        | Высшая позиция |
| ---------------------------------- | -------------- |
| South Korea (Gaon)                 | 7              |
| South Korea (Kpop Hot 100)         | 6              |
| US World Digital Songs (Billboard) | 16             |

| Чарт (2018)        | Высшая позиция |
| ------------------ | -------------- |
| South Korea (Gaon) | 14             |

## Сертификация
| Регион                                                           | Сертификация | Продажи     |
| ---------------------------------------------------------------- | ------------ | ----------- |
| Республика Корея (KMCA)                                          | Платиновый   | 100 000 000 |
| Данные только о прослушиваниях приведены на основе сертификации. |              |             |

## Награды и номинации
| Год  | Премия                     | Категория                     | Номинация                   | Результат | Ссылка |
| ---- | -------------------------- | ----------------------------- | --------------------------- | --------- | ------ |
| 2018 | Mnet Asian Music Awards    | Best Dance Performance — Solo | "Roller Coaster             | Победа    |        |
| 2018 | Korea Popular Music Awards | Best Digital Song             | "Roller Coaster             | Номинация | [ 6 ]  |
| 2018 | Korea Popular Music Awards | Best Solo Dance Track         | "Roller Coaster             | Победа    | [ 6 ]  |
| 2018 | 10th Melon Music Awards    | Best Song                     | "Roller Coaster             | Номинация |        |
| 2018 | 10th Melon Music Awards    | Best Female Dance Track       | "Roller Coaster             | Номинация |        |
| 2018 | 3rd Asia Artist Awards     | AAA favorite award            | «Roller Coaster» & «Love U» | Победа    | [ 7 ]  |
| 2019 | 33rd Golden Disc Awards    | Digital Daesang               | «Roller Coaster»            | Номинация |        |
| 2019 | 33rd Golden Disc Awards    | Digital Bonsang               | «Roller Coaster»            | Победа    |        |